# Daci

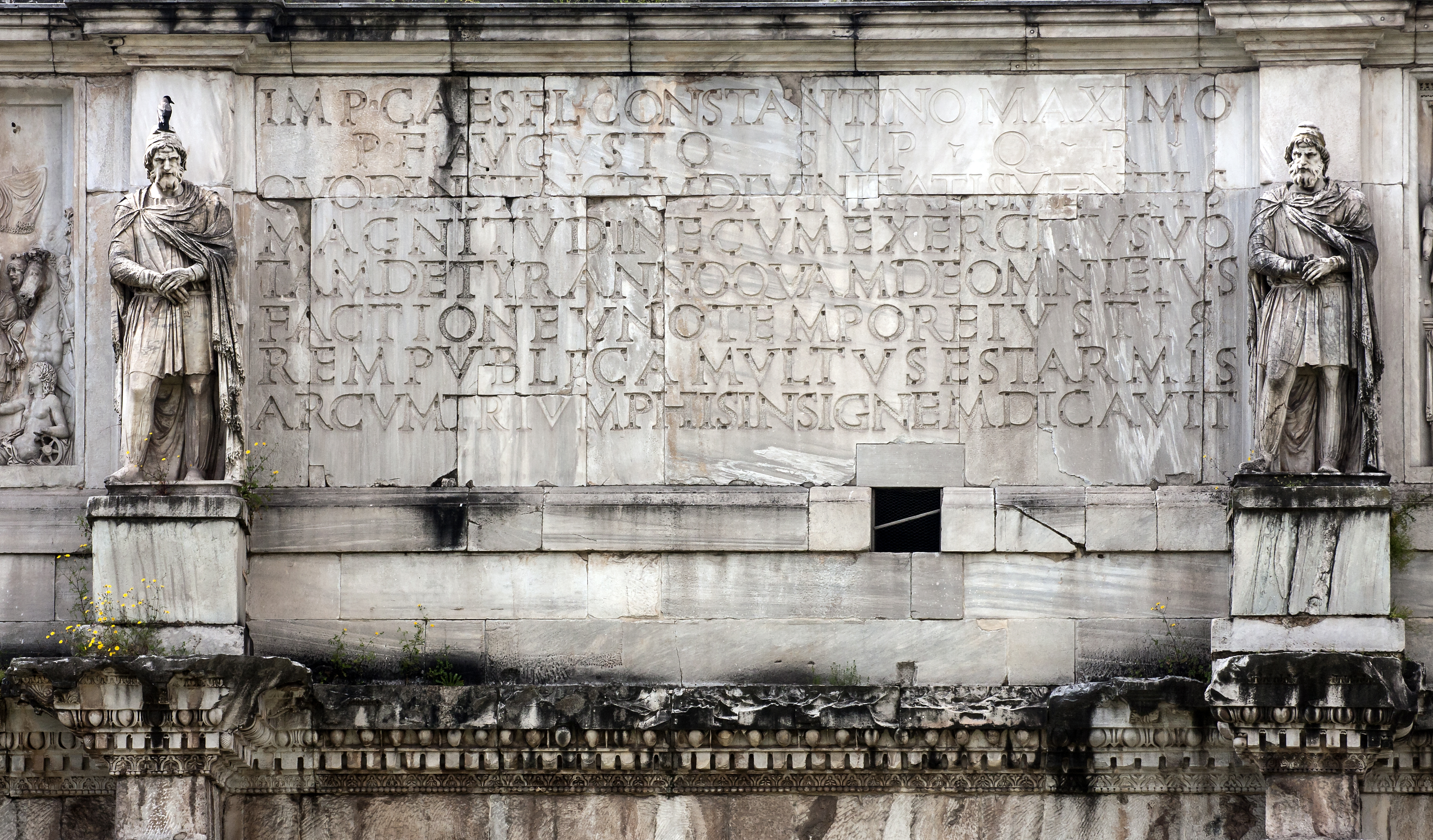
Due delle otto statue di guerrieri daci presenti sull'attico dell'arco di Costantino a Roma. Originariamente erano parte di un insieme di circa settanta statue analoghe che decoravano il foro di Traiano.

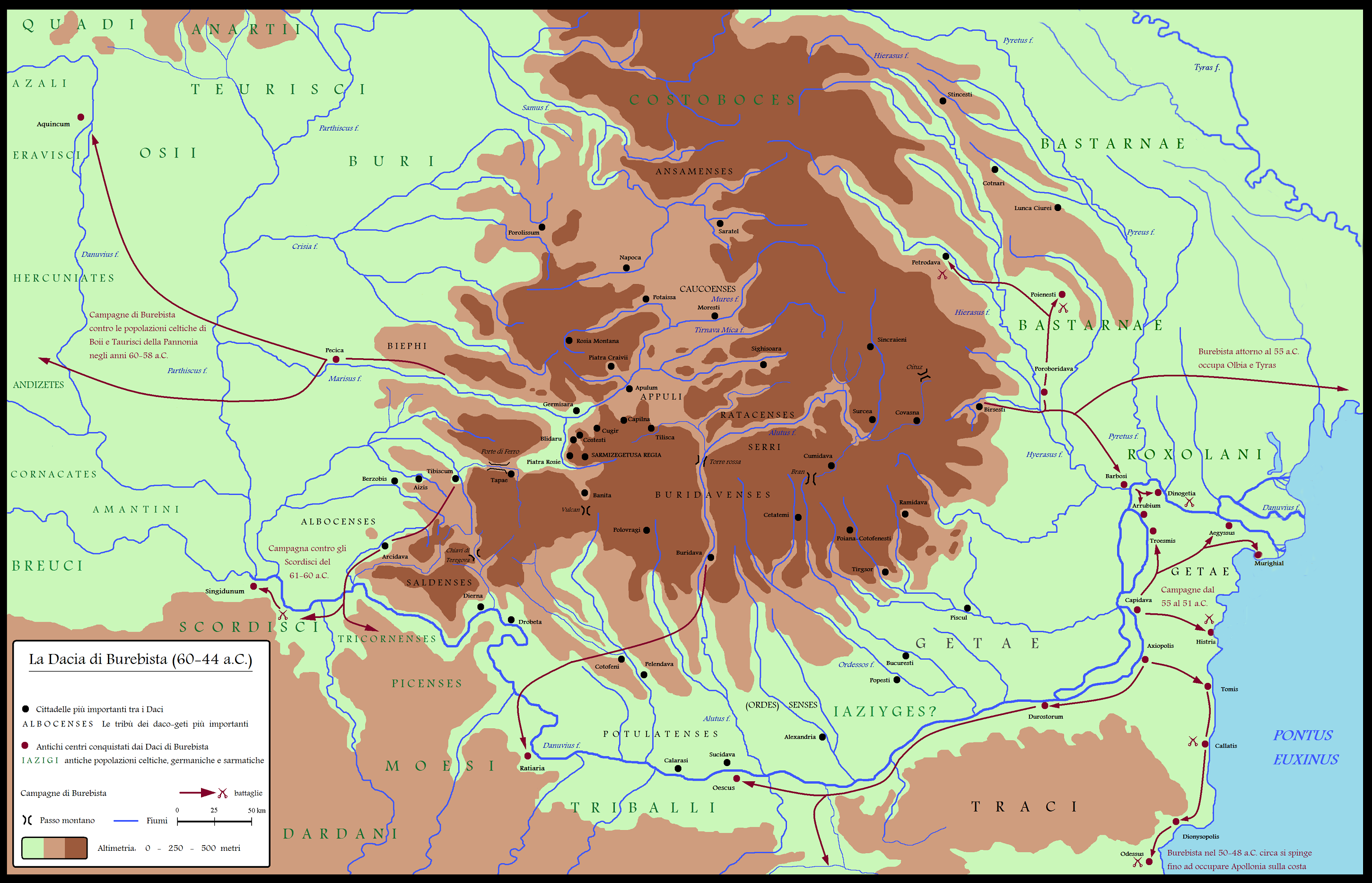
La Dacia di Burebista (60-44 a.C.)

I Daci furono una popolazione indoeuropea storicamente stanziata nell'area a nord del basso corso del Danubio che da loro ha preso il nome (Dacia, corrispondente grossomodo alle odierne Romania e Moldavia).
Le diverse tribù che formavano il popolo furono riunite in un regno centralizzato e organizzato soltanto con re Burebista, nel I secolo a.C. Lo Stato dei Daci, con capitale Sarmizegetusa Regia, si scontrò più volte con i Romani, che riuscirono a sottometterli completamente con la vittoria dell'imperatore Traiano su re Decebalo (106). Entrati a far parte dell'Impero romano, i Daci furono prima assorbiti da Roma, mescolandosi con i suoi coloni, successivamente con le nuove genti che invasero i suoi territori a partire dalla metà del III secolo, come Sarmati, Germani, Magiari e Slavi.

## Storia

### Le origini e il rapporto con Traci e Geti

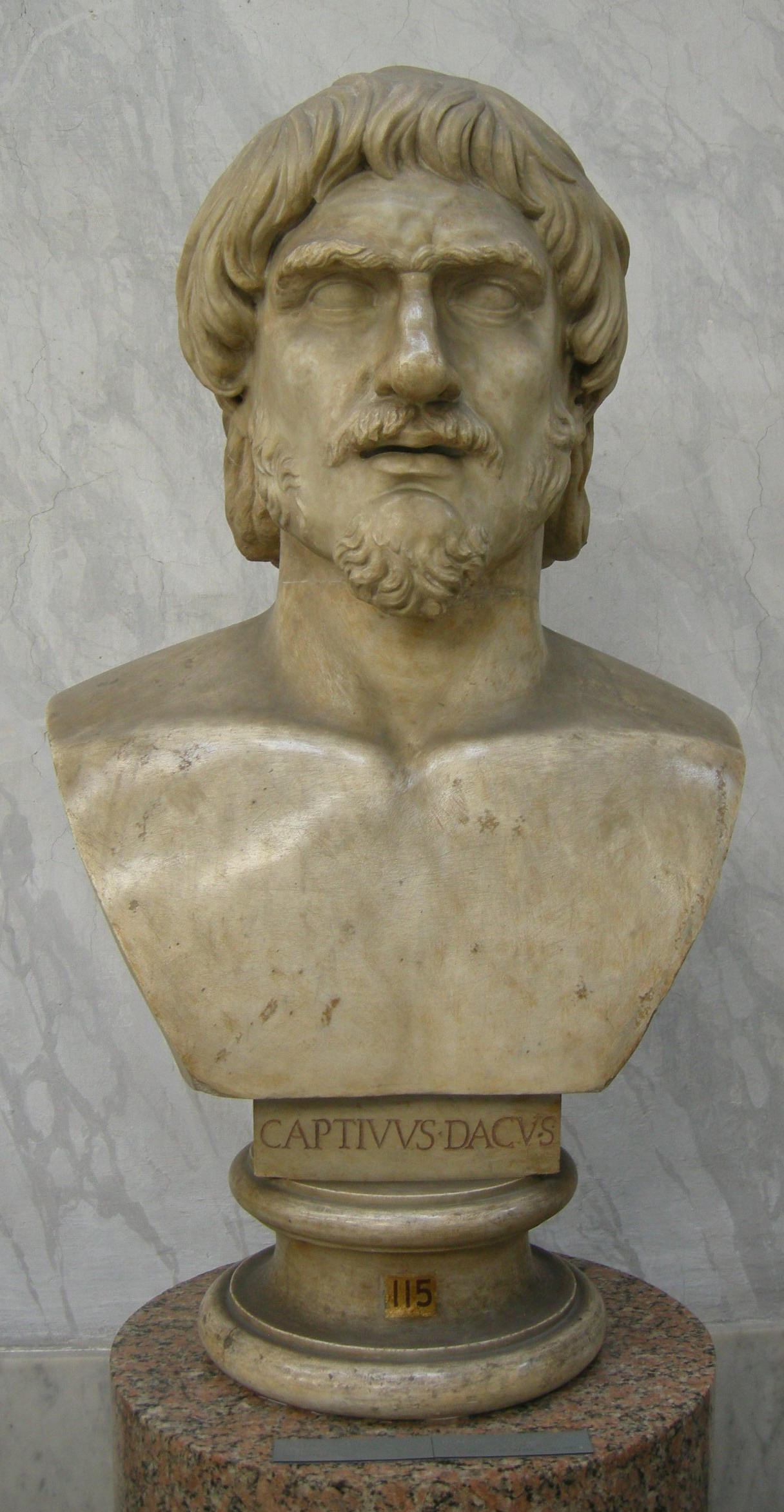
Busto di Dace al tempo della conquista della Dacia di Traiano

Non è possibile datare con sicurezza il momento dell'insediamento dei Daci nella loro patria storica, né quello della formazione stessa del popolo, staccatosi dalla matrice indoeuropea. Indizi linguistici fanno comunque ritenere che gli elementi indoeuropei che poi si sarebbero evoluti nel popolo dei Daci avrebbero raggiunto l'area della Dacia nel IV millennio a.C..
I Daci sono stati a lungo ritenuti parte del ceppo tracico: Geti e Daci avrebbero formato il ramo settentrionale della grande famiglia dei Traci, anche se particolarmente esposti alle influenze dei loro vicini orientali, gli Sciti. Stando a studi più recenti, tuttavia, è invece possibile che i Daci siano da ascrivere - insieme con i Misi dell'Anatolia - a un ramo a sé stante, distinto da quello tracico: il gruppo delle lingue daco-misie.
Nelle fonti classiche erano indicati come Getes (al plurale, Getai) dai Greci, e come Dacus (al plurale, Daci) dai Romani, oltre che Dagae e Gaetae, secondo la Tabula Peutingeriana. Gli scrittori antichi sono unanimi nel considerare i Geti e i Daci appartenenti a uno stesso popolo, opinione oggigiorno avvalorata dall'archeologia e dalla linguistica moderna; è possibile che i Geti fossero tanto parte del popolo dei Daci, quanto che da questi siano stati a un certo punto assorbiti, oppure come sostenevano gli autori antichi: i Geti vivevano nelle pianure della Valacchia, mentre i Daci nei territori montuosi e collinari della Transilvania.
Le prime menzioni delle fonti classiche sui Daci lasciano intendere che, a partire dal principio del II secolo a.C., erano stanziati all'interno dell'arco montuoso dei Carpazi: Pompeo Trogo narra, infatti, del conflitto che portò l'allora re dace, Oroles, a battere e respingere un'incursione di una popolazione germanica, i Bastarni, che avevano tentato di penetrare da oriente, nelle fertili pianure del medio corso del fiume Mureș. Un nuovo conflitto con i Bastarni si verificò nel 112-109 a.C., ma anche questa volta furono respinti, non riuscendo a indebolire la potenza dei Daci, che al contrario aumentò, tanto da scorgere proprio in questo periodo lo spostamento del centro di potere dei daco-geti dalla pianura della Valacchia al cuore della Transilvania.

### Il regno dei Daci
Dopo essersi scontrati prima con i Macedoni (IV secolo a.C.) e poi con i Traci (III secolo a.C.), nel I secolo a.C. i Daci riuscirono a dar vita, sotto re Burebista, a uno stabile regno autonomo. 
Burebista fu il re delle tribù dei Getae e dei Daci dal 82/61 a.C. al 45/44 a.C. Fu il primo re a unificare con successo le tribù del regno dacico, che comprendeva l'area tra i fiumi Danubio, Tisza e Dnestr, e l'attuale Romania e Moldova. Nel VII e VI secolo a.C. divenne patria dei popoli tracici, tra cui i Getae e i Daci. Dal IV secolo al metà del II secolo a.C., i popoli Daci furono influenzati dai Celtici della cultura La Tène, che portarono nuove tecnologie nella Dacia. Nel II secolo a.C., i Daci cacciarono i Celtici dalle loro terre. I Daci spesso combattevano con le tribù vicine, ma l'isolamento relativo dei Daci nelle Montagne Carpatiche permise loro di sopravvivere e anche di prosperare. Entro il I secolo a.C., i Daci erano diventati la potenza dominante.
A partire dal 61 a.C., Burebista intraprese una serie di conquiste che ampliarono il regno dacico. Le tribù dei Boii e dei Taurisci furono distrutte all'inizio delle sue campagne, seguite dalla conquista dei Bastarnae e probabilmente dei Scordisci. Condusse incursioni in tutta la Tracia, la Macedonia e l'Illiria. Dal 55 a.C., le colonie greche sulla costa occidentale del Mar Nero furono conquistate una dopo l'altra. Queste campagne culminarono inevitabilmente in un conflitto con Roma nel 48 a.C., quando Burebista diede il suo sostegno a Pompeo. Questo, a sua volta, lo rese nemico di Giulio Cesare, che decise di avviare una campagna contro la Dacia. Questo piano fallì nel 44 a.C. quando Cesare fu assassinato. Burebista stesso fu assassinato in una congiura da parte dell'aristocrazia dacica nello stesso periodo.

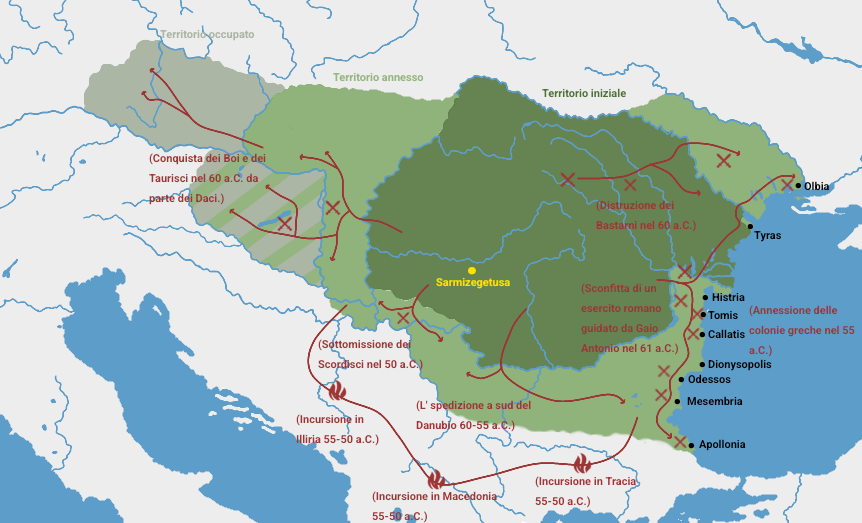
Mappa della campagna di Burebista e dell'occupazione teritoriale

Dopo la morte di Burebista, l'impero che aveva creato si frammentò in quattro, poi cinque, piccoli regni. Dal regno di Tiberio a Domiziano, l'attività dacica fu ridotta a uno stato difensivo, con i piccoli regni Daci che si combattevano per la supremazia. I Romani abbandonarono i piani di invasione della Dacia. Nel 86 d.C., il re dacico, Decebalo, riunificò con successo l'intero regno dacico sotto il suo controllo. La Dacia sotto Decebalo era più piccola, ma più forte e meglio organizzata, adottando anche nuove pratiche come i Cataphracti Sarmati. Da quel momento, i Daci iniziarono a condurre devastanti incursioni nei territori romani, arrivando persino a occupare la Mesia.
Gli scontri toccarono il culmine negli anni 85-88, quando l'imperatore Domiziano condusse una serie di operazioni contro il regno del nuovo sovrano, Decebalo. Questi che era stato in grado non solo di ristabilire un potere centrale sui Daci, ma anche di rinverdire la potenza militare ed economica dei tempi di Burebista, tanto da premere da nord sulla provincia romana di Mesia. Pur sconfitto, nell'89 Decebalo riuscì a ottenere condizioni di pace solo apparentemente favorevole ai Romani: gli fu infatti consentito di riarmarsi liberamente e di accrescere la potenza del suo popolo nel quindicennio successivo.

### La conquista romana
Nel 101 Traiano avviò la campagna di conquista dell'area, conclusa nel 106 con la morte di re Decebalo e l'istituzione di una nuova provincia romana. Il dominio romano ebbe però già termine nel III secolo, quando il Limes romano fu riportato al Danubio. Nonostante la relativa brevità del dominio diretto di Roma, la romanizzazione della Dacia fu profonda, anche grazie all'intensa opera di colonizzazione; i caratteri etnici e linguistici dei Daci si stemperarono in un nuovo complesso antropologico, nei secoli successivi ulteriormente modificato dalle nuove invasioni di Goti, Slavi, Magiari e altre popolazioni nomadi.

## Società

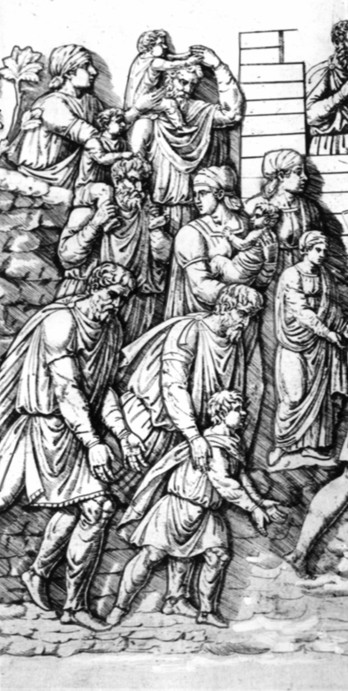
Comati daci

I Daci si dividevano in due classi: l'aristocrazia a cui era affidata l'amministrazione e l'economia (i tarabostes) oltre a costituire l'élite dei guerrieri (i pileati), a questa classe si aggiungeva la gente comune e libera (i comati). Entrambe le classi sociali, dei pileati e dei comati, partecipavano al grande consiglio reale, almeno ai tempi di Decebalo.
Soltanto gli aristocratici avevano il diritto di coprire le proprie teste, e indossavano un cappello di feltro, detto pileum (da cui viene pileati, il nome con cui erano designati in latino). La seconda classe comprendeva i soldati di basso livello, i contadini e gli artigiani; in latino erano denominati capillati, per via dei capelli portati lunghi. Il loro aspetto e abbigliamento si può vedere sulla Colonna di Traiano.
Si racconta, inoltre, che questa società di tipo patriarcale era orientata soprattutto alla guerra più che alla pace. In particolare i Daci erano considerati tra i popoli di stirpe tracia i più aggressivi e "i più grandi tra il popolo dei Traci", come ci tramanda Erodoto.

### Aspetto fisico
I Daci, come pure gli stessi Geti, erano generalmente descritti dal mondo classico come individui alti, dalla pelle piuttosto chiara, dai capelli rossi o neri.

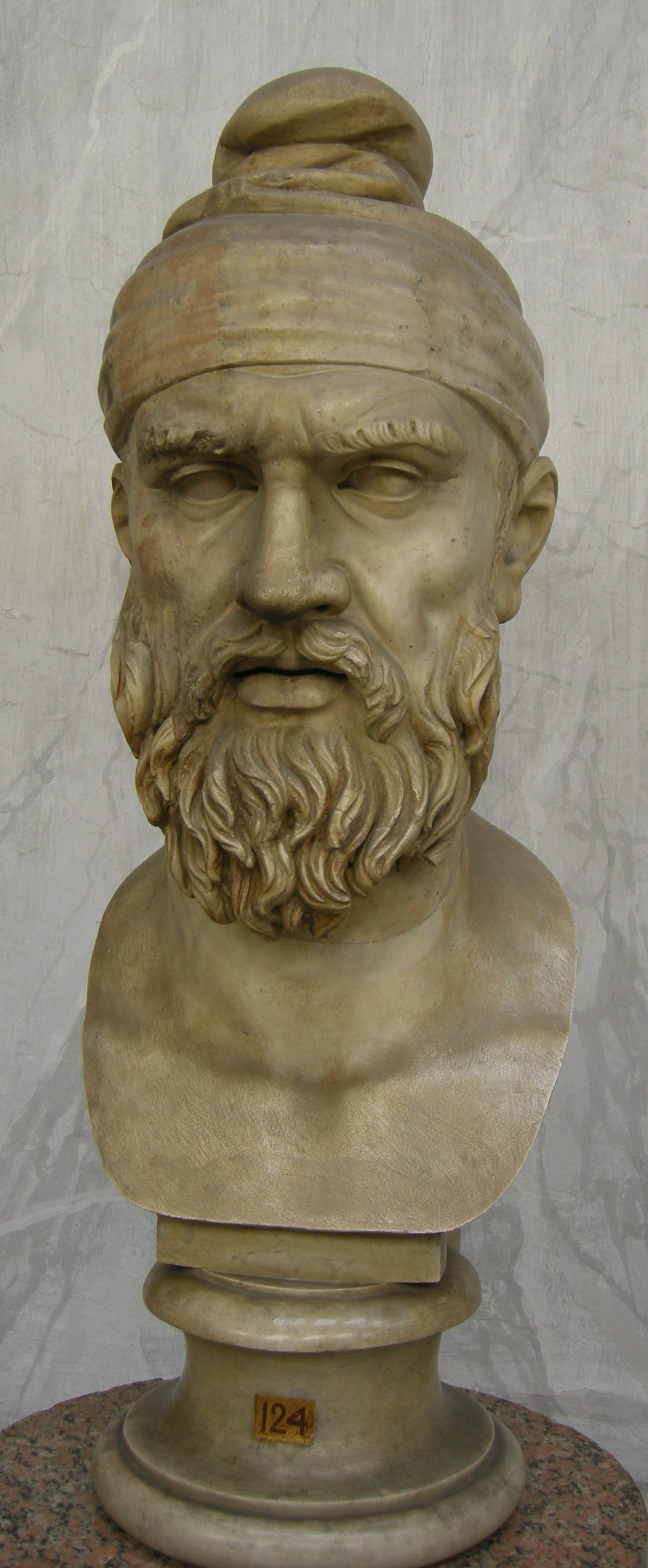
Busto di Dace al tempo della conquista della Dacia di Traiano;
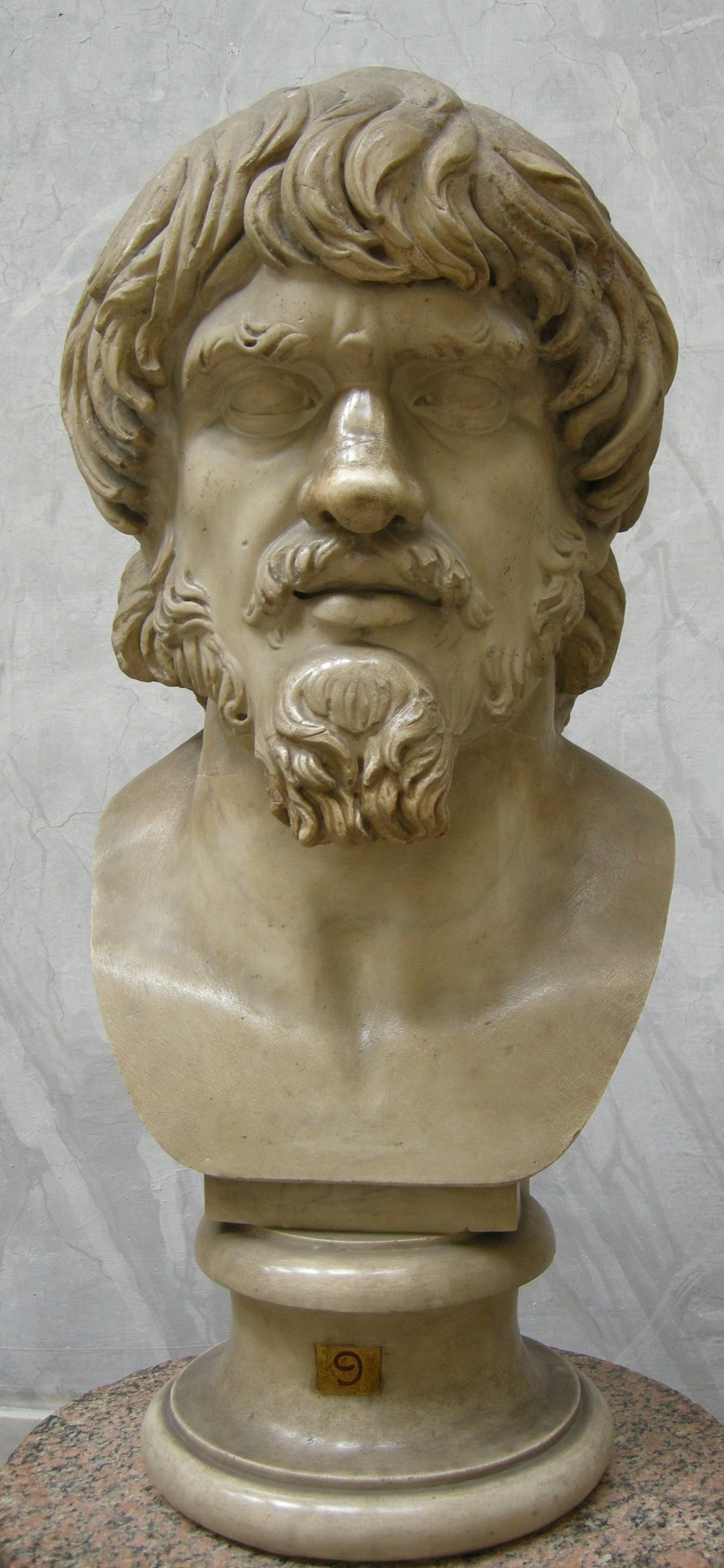
Altro busto di Dace presso il Museo Chiaramonti.

## Religione
Come ci tramanda Erodoto, i Geti (alla fine del VI secolo a.C.) credevano nell'immortalità dell'anima e consideravano la morte un mero cambio di paese: "I Geti si ritengono immortali... sono convinti che lo scomparso non muoia veramente, ma raggiunga il dio Zalmoxis" (o Zalmolxis). "Altri Geti [si trattava dei Daci] questo stesso dio lo chiamano Gebeleizis. Ogni quattro anni mandavano uno di loro, tratto a sorte, a portare un messaggio a Zalmoxis, secondo le necessità del momento... tre Geti hanno l'incarico di tenere tre giavellotti, altri afferrano per le mani e i piedi il "messaggero designato", lo fanno roteare e lo scagliano sulle lance. Se muore trafitto, ritengono che il dio sia propizio, se non muore, accusano il messaggero, sostenendo che è un uomo malvagio, e quindi ne inviano un altro...".
Il primo sacerdote godeva di una posizione prominente in quanto rappresentante della divinità suprema, Zalmoxis, ed era anche il consigliere del re. Giordane nella sua Getica, attribuiva a Deceneo il titolo di sacerdote capo di Burebista.

## Economia
Le principali occupazioni dei Daci erano agricoltura, apicoltura, viticoltura, allevamento del bestiame, produzione di ceramica e metallurgia. La provincia romana di Dacia è rappresentata su un sesterzio come una donna seduta su una roccia con un bambino piccolo su un ginocchio, che tiene delle spighe di grano, e un altro bambino seduto davanti a lei che tiene dei grappoli d'uva.
I Daci lavoravano anche l'oro e l'argento proveniente dalle miniere in Transilvania. Portavano avanti un considerevole commercio con altri popoli, come dimostrano le molte monete straniere trovate nel Paese.

## Lingua
I Daci parlavano una lingua indoeuropea, della quale ci sono giunte testimonianze esigue: alcune iscrizioni, toponimi, antroponimi e poche parole isolate riportate da autori greci e latini. Ritenuto a lungo parte di un gruppo tracico, in tempi recenti nuovi studi propendono piuttosto a inscriverla a un gruppo a sé stante (Lingue daco-misie), anche se la questione è ancora aperta.

## Arte

### Architettura civile
I Daci avevano sviluppato il murus dacicus, caratteristico dei loro complessi di città fortificate, come la loro capitale Sarmizegetusa Regia. Il grado del loro sviluppo urbano è testimoniato dai bassorilievi della Colonna di Traiano: l'approvvigionamento idrico delle città era garantito da acquedotti, e infatti i Romani riuscirono a prendere la città attraverso l'individuazione e la distruzione dei condotti.

### Architettura militare
Caratteristiche degli insediamenti daci sono le piazzeforti collocate su alture, tratto tipicamente indoeuropeo. Così la stessa capitale, Sarmizegetusa Regia, che oltre alle fortificazioni includeva edifici religiosi e quella che sembra una piattaforma per l'osservazione astronomica.

### Fonti primarie
- Appiano, Guerra Civile, II e Le guerre in Illirico.
- Aristotele, Fisica, V
- Augusto, Res gestae divi Augusti, 30.
- Cesare, De bello Gallico, VI.
- Dione, Storia romana, LIV-LV.
- Clemente Alessandrino, VII
- Erodoto, Storie
- Floro, Epitome di storia romana, I-II.
- Giordane, De origine actibusque Getarum.
- Pompeo Trogo, Historiae Philippicae.
- Strabone, Geografia, VII.
- Svetonio, Vite dei Cesari.
- Tacito, Historiae, III-IV.

### Letteratura storiografica
- (a cura di) Grigore Arbore Popescu, I Daci, Electa, Milano, 1997
  - (a cura di) Grigore Arbore Popescu, Traiano: ai confini dell'impero, Electa, Milano, 1998.
- Julian Bennet, Trajan, Optimus Princeps, Bloomington 2001. ISBN 0-253-21435-1
- Emile Condurachi e Constantin Daicoviciu, Archeologia Mundi: Romania, Roma 1975.
- Michael Grant, The Antonines: the roman empire in transition, Londra e New York 1996.
- Brian W. Jones, The emperor Domitian, Londra e New York 1993. ISBN 0-415-10195-6
- András Mócsy, Pannonia and Upper Moesia, Londra 1974. ISBN 0-415-13814-0
- Davide Nardoni, La colonna Ulpia Traiana, Roma 1986.
- Heinz Siegert, I Traci, Milano 1986.
- Pat Southern, Domitian, tragic tyrant, Londra e New York 1997. ISBN 0-415-16525-3
- R.Syme, Danubian Papers, Londra 1971.
- Francisco Villar, Gli Indoeuropei e le origini dell'Europa, Bologna, Il Mulino, 1997, ISBN 88-15-05708-0.
- Peter Wilcox & Gerry Embleton, Rome's enemies: Germans and Dacians, Oxford 2004. ISBN 0-85045-473-5.

### Atti, miscellanee e riviste
- I Daci: mostra della civiltà daco-getica in epoca classica, Roma dicembre 1979-gennaio 1980.
- Dacia - Revue d'archéologie et d'histoire ancienne (1957-1961) A Brief History of Romanian Archaeology
- La Dacia pre-romana e romana, i rapporti con l'Impero, Vol. 52, Atti dei convegni dell'Accademia Nazionale dei Lincei, 1982.
- J.Fritz, RealeEnciclopadie, Stoccarda 1894-, suppl. IX.
- K.Wachtel, in XI Congresso of Roman frontier studies del 1976, Zum Militarkommando an der unteren Donau in Augusteischer zeit.

### Contesto storico generale
- Dacia (regione storica)
- Popoli indoeuropei
- Storia della Dacia
- Traci

### Rapporti con Roma
- Campagne daciche di Domiziano
- Conquista della Dacia
- Dacia (provincia romana)